# Euscorpius bonacinai
Espèce
Euscorpius bonacinai est une espèce de scorpions de la famille des Euscorpiidae.

## Distribution
Cette espèce est endémique d'Albanie. Elle se rencontre vers Vlora.

## Description
Le mâle holotype mesure 35,23 mm et la femelle paratype 34,79 mm.

## Étymologie
Cette espèce est nommée en l'honneur d'Alberto Bonacina.

## Publication originale
- Kovařík & Šťáhlavský, 2020 : Five new species of Euscorpius Thorell, 1876 (Scorpiones: Euscorpiidae) from Albania, Greece, North Macedonia, and Serbia. Euscorpius, no 315, p. 1-37 (texte intégral).